# Bisai
Bisai (尾西市, Bisai-shi) est une ancienne ville, située dans la préfecture d'Aichi, au Japon.

## Géographie

### Situation
La ville de Bisai était située dans le nord-ouest de la préfecture d'Aichi, sur l'île de Honshū, au Japon.

## Histoire
Durant l'époque féodale, la cité de Bisai se développe comme shukuba ou relais routier sur la Minoji et comme port fluvial le long du fleuve Kiso. À l'époque d'Edo (1603-1868), elle se modernise grâce à l'essor de l'industrie textile, la production de coton et de soie notamment. Elle se diversifie au cours de l'ère Meiji (1868-1912), avec l'exploitation de la laine.
La ville de Bisai est officiellement fondée le 1er janvier 1955, par le regroupement de plusieurs municipalités voisines. Le 1er avril 2005, elle fusionne avec le bourg de Kisogawa pour former un quartier dans le sud-ouest de la ville d'Ichinomiya.